# Shuhei Kawata
Shuhei Kawata (川田 修平 Kawata Shuhei?, nacido el 5 de abril de 1994 en Saitama) es un futbolista japonés que se desempeña como guardameta.

## Trayectoria

### Clubes
| Club             | País  | Año         |
| ---------------- | ----- | ----------- |
| Omiya Ardija     | Japón | 2013 - 2015 |
| J. League sub-22 | Japón | 2014        |
| Tochigi SC       | Japón | 2016 - 2017 |
| Fujieda MYFC     | Japón | 2018 -      |

## Estadística de carrera

### J. League
| Club             | Año   | J. League | J. League | Copa J. League | Copa J. League | Total | Total |
| Club             | Año   | Part.     | Goles     | Part.          | Goles          | Part. | Goles |
| ---------------- | ----- | --------- | --------- | -------------- | -------------- | ----- | ----- |
| Omiya Ardija     | 2013  | 0         | 0         | 0              | 0              | 0     | 0     |
| Omiya Ardija     | 2014  | 0         | 0         | 0              | 0              | 0     | 0     |
| Omiya Ardija     | 2015  | 0         | 0         | -              | -              | 0     | 0     |
| J. League sub-22 | 2014  | 1         | 0         | -              | -              | 1     | 0     |
| Tochigi SC       | 2016  | 0         | 0         | -              | -              | 0     | 0     |
| Tochigi SC       | 2017  | 0         | 0         | -              | -              | 0     | 0     |
| Total            | Total | 1         | 0         | 0              | 0              | 1     | 0     |